# Geodia megaster
Geodia megaster är en svampdjursart som beskrevs av Burton 1926. Geodia megaster ingår i släktet Geodia och familjen Geodiidae. Inga underarter finns listade i Catalogue of Life.